# Frana
Een frana was in de periode 1086-1256 een persoon die jaarlijks uit de hoofdelingen werd gekozen om de vrede te bewaren.
De frana trad oorspronkelijk namens de bisschop van Utrecht op in wereldlijke zaken. Later trad de frana op namens de graaf van Holland. De taak van de frana was de vrede in het land te garanderen. Voor het handhaven van de interne vrede bezat de frana het monopolie voor het gewelddadig optreden tegen ongehoorzamen. Het was de taak van de frana beslissingen van de gerechten te executeren. Verder was de frana belast met het verdedigen van het land tegen vijanden, zoals noormannen.
Oorspronkelijk leidde de frana, samen met de asega het rechtsgeding, zoals blijkt uit de 17 Keuren en 24 Landrechten. Deze taak ging later over op de graaf en de schout.
De autoriteit van de frana berustte op de legendarische vaandeldrager Magnus Forteman onder wiens leiding de Friezen Rome voor Karel de Grote zouden hebben veroverd.
Met het verdwijnen van het landsheerlijk gezag, verdween tevens de frana van het toneel. Vanaf die tijd werd het verbod op veten niet meer gehandhaafd, waardoor de partijschappen van de Schieringers en Vetkopers konden ontstaan.
De frana werd later in de geschiedschrijving wel aangeduid met de term potestaat.